# Boží mlýny
Boží mlýny je seriál České televize, který kombinuje thriller s českou kriminální komedií. Ústřední postavy seriálu představují mstitele, kteří berou spravedlnost do vlastních rukou a napomáhají s potrestáním zločinců, kteří zaslouženému trestu unikli. Na pachatele, které diváci znají od začátku každé epizody, líčí pasti, které útočí na jejich slabosti. Seriál měl premiéru 11. dubna 2021 na ČT1.

## Obsazení

### Hlavní a vedlejší role
| Martin Myšička   | kapitán Karel Fait         |
| Vincent Navrátil | student Alex Braun         |
| Eliška Křenková  | Novinářka Markéta Stránská |
| Robert Nebřenský | kapitán Martin Dobeš       |
| Jiří Lábus       | podnikatel Max Braun       |
| Luboš Veselý     | podnikatel Jiří Skácel     |
| Josef Prouza     | major Jindřich Votoček     |
| Jiří Bábek       | major Karel Malina         |
| Andrei Toader    | Petránek                   |

### Epizodní role
| Matěj Ruppert          | Matyáš Válek (1. díl)                      |
| Jakub Šorm             | Martin Pražský (1.díl)                     |
| Tereza Petrášková      | Paní Pražská (1.díl)                       |
| Jiří Maryško           | Broňa (1. díl)                             |
| Kateřina Klausová      | Leona Hrubá (1. díl)                       |
| Ivan Kočí              | Pan Vocásek (1.díl)                        |
| Tomáš Mrkvík           | kamarád Alexe (1.díl)                      |
| Pavel Řezníček         | podnikatel Luboš Lánský (2. díl)           |
| Ludmila Šafářová       | Marta Lánská, teta Luboše (2. díl)         |
| Jarmil Škvrna          | JUDr. Eduard Keliš (2. díl)                |
| Zdeněk Pecháček        | Otakar Vávra (2. díl)                      |
| Jan Slovák             | dražitel Slavíček (2. díl)                 |
| Roman Slovák           | Ing. Pavelec, soudní znalec (2. díl)       |
| Eva Alner Jízdná       | Kremličková (2. díl)                       |
| Klára Palivcová        | kaskadérka Hana (2. díl)                   |
| Jan Kolařík            | Roman Lukeš (3. díl)                       |
| David Máj              | JUDr. Záleský (3. díl)                     |
| Marek Opatrný          | podnikatel Josef Novotný (3. díl)          |
| Jan Filipenský         | Lukešův bodyguard (3. díl)                 |
| Michal Jagelka         | moderátor (3. díl)                         |
| Eliška Jansová         | recepční (3. díl)                          |
| Lukáš Křišťan          | advokát (3. a 4. díl)                      |
| Bořek Slezáček         | guru Eduard Fišer, zvaný Ezechiel (4. díl) |
| Pavlína Štorková       | Jana Nováčková (4. díl)                    |
| Martin Evžen Kyšperský | Jiljí (4. díl)                             |
| Jan Battěk             | Pavel Franěk (4. díl)                      |
| Přemysl Bureš          | Nováček, bývalý manžel Jany (4. díl)       |
| Milan Mikulčík         | Petr Vitouš (5. a 6. díl)                  |
| Pavel Lagner           | státní zástupce Milan Rampa (5. a 6. díl)  |
| Petr Vorel             | Číšník (5.díl)                             |
| Václav Čížkovský       | zabiják Hadrava (6. díl)                   |

## Seznam dílů

### První řada (2021)
| Č. v seriálu | Č. v řadě | Původní název                  | Režie       | Scénář                      | Premiéra v ČR   | Sledovanost (v mil., 15+) |
| ------------ | --------- | ------------------------------ | ----------- | --------------------------- | --------------- | ------------------------- |
| 1            | 1         | Provaz                         | Jan Hřebejk | Janek Kroupa a Jan Drbohlav | 11. dubna 2021  | 1,730                     |
| 2            | 2         | Spící lodě                     | Jan Hřebejk | Janek Kroupa a Jan Drbohlav | 18. dubna 2021  | 1,566                     |
| 3            | 3         | Splacený dluh                  | Jan Hřebejk | Janek Kroupa a Jan Drbohlav | 25. dubna 2021  | 1,332                     |
| 4            | 4         | Sekta                          | Jan Hřebejk | Janek Kroupa a Jan Drbohlav | 2. května 2021  | 1,306                     |
| 5            | 5         | Asijská růže                   | Jan Hřebejk | Janek Kroupa a Jan Drbohlav | 9. května 2021  | 1,277                     |
| 6            | 6         | Asijská růže – zlomená květina | Jan Hřebejk | Janek Kroupa a Jan Drbohlav | 16. května 2021 | 1,225                     |

## Recenze
- Mirka Spáčilová, iDNES.cz [9]
- Stanislav Dvořák, Novinky.cz [10]